# Доббеларе, Веерле
Веерле Доббеларе (нидерл. Veerle Dobbelaere, род. 30 июня 1967) — бельгийская актриса.

## Биография
Веерле Доббеларе родилась 30 июня 1967 года на севере бельгийской провинции Восточная Фландрия в городе Синт-Никлас.
Окончила театральную студию Германа Тейрлинка (Studio Herman Teirlinck). Известность получила в 1995 году после исполнения одной из главных ролей в популярном сериале фламандского телевидения «Счастье», снятого режиссёрами Сержем Лёрсом и Франком ван Мехеленом по роману Герарда Валсхапа. Для международного зрителя стала узнаваема после участия в фильме нидерландского режиссёра Йоса Стеллинга «Летучий голландец» (1995).

## Фильмография
- 1992 — Vrouwen willen trouwen
- 1992 — Северяне / De noorderlingen — Агнес
- 1995 — De ooggetuige — Ирен
- 1995 — Narcissoedipus of: Freuds konijnepoot had myxomatose
- 1995 — Летучий голландец / De vliegende Hollander — Лотта
- 1996 — Лиза / Lisa — Лиза
- 1997 — Oesje! — Жанин
- 1998 — Charlotje
- 2002 — Alias — Патти
- 2003 — Polleke — Дина
- 2009 — SM-rechter — Магда
- 2010 — Копакабана / Copacabana — Петра